# Hisár
Hisár (hindsky हिसार, přepisováno i Hisar nebo Hissar) je město v Harijáně, jednom z indických svazových států. K roku 2011 v něm žilo přes tři sta tisíc obyvatel.

## Poloha a doprava
Hisár leží v západní části Harijány přibližně 160 kilometrů západně od Nového Dillí, hlavního města Indie.
Jedná se o místně významnou silniční křižovatku: Prochází tudy od jihovýchodu z Nového Dillí  dálnice NH 10 na severozápad do Paňdžábu a od jihozápadu z Pálí v Rádžasthánu dálnice NH 65 na severovýchod do Ambály.

## Dějiny
Od roku 1803 byla oblast pod kontrolou Britské východoindické společnosti.
V rámci britské Indie byl Hisár součástí provincie Paňdžáb. Když byla Indie v roce 1947 rozdělena, stal se součástí Východního Paňdžábu a od roku 1966 je součástí Harijány.

### Rodáci
- Saina Nehwalová (* 1990), badmintonistka